# Mohamed Kanno
Mohamed Kanno, né le 22 septembre 1994, est un footballeur international saoudien. Il évolue au poste de milieu de terrain à Al-Hilal FC.

## Carrière

### En sélection
Il joue son premier match en équipe d'Arabie saoudite le 25 décembre 2017, contre les Émirats arabes unis (0-0). Il marque son premier but le 15 mai 2018, contre la Grèce (victoire 2-0).
Il est ensuite convoqué pour disputer la Coupe du monde 2018 qui se déroule en Russie.
Le 11 novembre 2022, il est sélectionné par Hervé Renard pour participer à la Coupe du monde 2022.

## Palmarès
- Champion d'Arabie saoudite en 2018, 2020, 2021 et 2022 avec Al-Hilal
- Coupe du roi des champions en 2020
- Supercoupe d'Arabie saoudite en 2018 et 2021
- Ligue des champions de l'AFC en 2019 et 2021
- Championnat d'Arabie saoudite D2 en 2016